# 油黄OB
油黄OB是一种油溶性的偶氮类有机化合物，化学名为1-(2-甲基苯基)偶氮基-2-萘胺，分子式C17H15N3。它被国际癌症研究机构归类为3类致癌物（尚不确定是否对人体致癌）。它在盐酸醇溶液中回流会发生分解。